# Costa Daurada

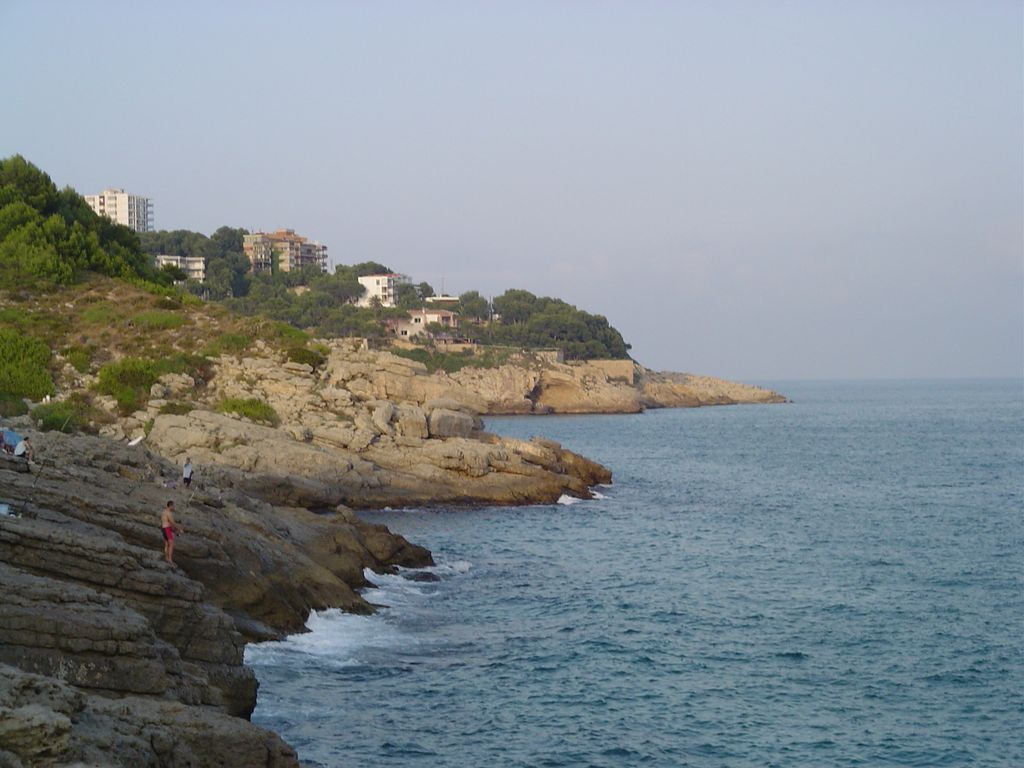
Costa Daurada

Costa Daurada (limba catalană:Costa Daurada = Coasta de Aur, spaniolă Costa Dorada) este o fâșie de coastă cu o lungime de  216 km, din nordul Spaniei, care se întinde între Vilanova i la Geltrú 41°13′0″N 1°43′0″E / 41.21667°N 1.71667°E în nord și delta Ebro cu localitatea Alcanar 40°32′0″N 0°28′0″E / 40.53333°N 0.46667°E în sud.
Regiunea Costa Daurada se află în provincia Tarragona. In contrast cu regiunea din nord Costa Brava, pe Costa Daurada plajele au pante mai line cu un nisip mai fin, ideal pentru turiștii care doresc să facă plajă.